# Токарево (Михайловское сельское поселение)
То́карево — деревня в Юрьевецком районе Ивановской области России. Входит в состав Михайловского сельского поселения.

## География
Деревня расположена в северо-восточной части Ивановской области, в зоне хвойно-широколиственных лесов, на левом берегу реки Ёлнать, к востоку от автодороги 24Н-183, на расстоянии примерно 15 км (по прямой) к северо-западу от города Юрьевец, административного центра района. Абсолютная высота — 95 м над уровнем моря.

### Климат
Климат характеризуется как умеренно континентальный, с умеренно холодной снежной зимой и относительно тёплым влажным летом. Среднегодовая температура воздуха — 2,6 °C. Средняя температура воздуха самого холодного месяца (января) — −12,1 °C; самого тёплого месяца (июля) — 17,7 °C. Безморозный период длится около 137 дней. Годовое количество атмосферных осадков — 554 мм, из которых 391 мм выпадает в период с апреля по октябрь.

### Часовой пояс
Деревня Токарево, как и вся Ивановская область, находится в часовой зоне МСК (московское время). Смещение применяемого времени относительно UTC составляет +3:00.

## Население
| 2010 |
| ---- |
| 4    |

### Национальный состав
Согласно результатам переписи 2002 года, в национальной структуре населения русские составляли 100 % из 6 чел..